# Erna Schneider Hoover
Erna Schneider Hoover (Irvington, 19 juni 1926) is een Amerikaanse wiskundige die bekend is door het uitvinden van een geautomatiseerde telefoonschakelmethode die volgens verschillende rapporten een revolutie teweegbracht in de moderne communicatie.  Deze methode voorkwam overbelasting van het systeem door het callcenterverkeer te controleren en de taken op telefoonschakelsystemen te prioriteren waardoor een robuustere service mogelijk werd gemaakt op piektijden. Hoover werkte meer dan 32 jaar bij Bell Laboratories, en werd daar beschreven als een belangrijke pionier voor vrouwen op het gebied van computertechnologie.

## Jeugd en opleiding
Erna Schneider werd geboren op 19 juni 1926 in Irvington (New Jersey). Haar familie woonde in South Orange, New Jersey. Haar vader was een tandarts en haar moeder was een leraar.  Haar jongere broer stierf op vijfjarige leeftijd aan polio.  Ze hield van zwemmen, zeilen en kanoën en haar interesse voor de wetenschap had zij al op jonge leeftijd.  Het lezen van de biografie van Marie Curie liet haar zien dat, ondanks de heersende ideeën over genderrollen, zij wel zou kunnen slagen in de wetenschappelijke wereld.  Ze studeerde in 1944 af aan de Columbia High School in het nabijgelegen Maplewood, waar ze in 2007 haar eregalerij zou ontvangen.
Hoover ging naar het Wellesley College waar ze klassieke en middeleeuwse filosofie en geschiedenis studeerde.  In 1948 behaalde ze hier cum laude haar bachelordiploma, werd ingewijd in Phi Beta Kappa en werd geëerd als een Durant-scholar.  Ze behaalde haar Ph.D van Yale University in filosofie en fundamentele wiskunde in 1951.

## Loopbaan

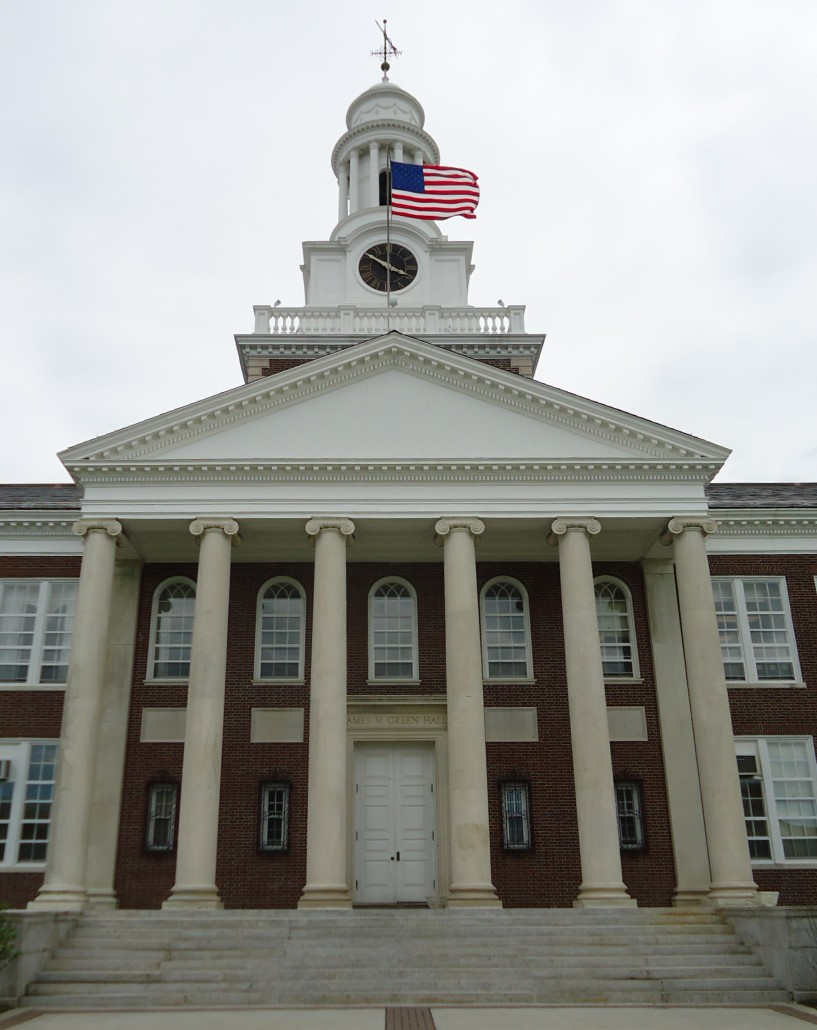
Hoover is haar levenslang al een pleitbezorger voor het hoger onderwijs. Als bestuurslid van The College of New Jersey speelde ze een cruciale rol bij het aantrekken van de beste studenten van de staat, meer vrouwelijke professoren en het winnen van meer staatssteun.

Hoover was professor aan het Swarthmore College van 1951 tot 1954 waar zij filosofie en logica doceerde. Toendertijd was het erg ongebruikelijk voor, met name getrouwde, vrouwen om een vaste academische positie te krijgen; dit gold ook voor Hoover. In 1953 trouwde ze met Charles Wilson Hoover, Jr., die haar erg steunde in haar wetenschappelijke ambities. In 1954 trad ze in dienst bij Bell Labs als senior technisch medewerker en in 1956 maakte zij promotie. Het interne trainingsprogramma werd beschouwd als het 'equivalent van een master in computerwetenschappen'.
Schakelsystemen evolueerden van elektronische naar computergebaseerde technologieën.  Er deden zich problemen voor wanneer een callcenter in korte tijd overspoeld raakte door duizenden telefoontjes, waarbij de onbetrouwbare elektronische relais overspoeld werden en het hele systeem "bevroor". Hoover gebruikte haar kennis van de symbolische logica en feedbacktheorie om de besturingsmechanismen van een callcenter te programmeren om gegevens over inkomende oproepen te gebruiken om een structuur op het hele systeem op te leggen.  Het mechanisme gebruikte elektronische methoden om de frequentie van inkomende oproepen op verschillende tijdstippen te monitoren.  Haar methode gaf prioriteit aan processen die betrekking hadden op de invoer en uitvoer van de schakelaar over processen die minder belangrijk waren, zoals het bijhouden en factureren van gegevens.  De computer zou daardoor de acceptatiegraad van het callcenter automatisch aanpassen, waardoor het overbelastingsprobleem sterk zou verminderen.  Het systeem werd bekend als opgeslagen programmabesturing.
Dit alles bedacht Hoover terwijl ze in een ziekenhuis recupereerde van de geboorte van haar tweede dochter.  Advocaten voor Bell Labs die het patent behandelden, moesten naar haar huis gaan om haar te bezoeken terwijl ze met zwangerschapsverlof was, zodat ze de papieren kon ondertekenen.  Het resultaat van de uitvinding was een meer robuuste service aan bellers tijdens piekbelastingen: 
Voor haar uitvinding, Feedback Control Monitor for Stored Program Data Processing System, kreeg Hoover in november 1971 het patent #3.623.007, een van de eerste softwarepatenten ooit uitgegeven.  Het patent werd aangevraagd in 1967 en uitgegeven in 1971.  Hoover werd de eerste vrouwelijke leidinggevende van een technische afdeling bij Bell Labs.  Ze stond aan het hoofd van de afdeling praktische ondersteuning in 1987.  De principes van haar uitvinding worden nog steeds gebruikt in telecommunicatieapparatuur in de 21e eeuw.
Hoover werkte op hoog niveau aan verschillende applicaties, zoals onderzoeksradarcontroleprogramma's van het Safeguard Anti-Ballistic Missile System, die systemen waren om inkomende intercontinentale ballistische raketkoppen te onderscheppen.  Haar afdeling werkte aan kunstmatige-intelligentiemethoden, grote databases en transactionele software om grote telefoonnetwerken te ondersteunen.  Ze werkte 32 jaar bij Bell Labs voordat ze met pensioen ging in 1987.  Daarnaast was ze lid van de raden van bestuur van hogeronderwijsinstellingen in New Jersey.  Als lid van de Raad van Toezicht van The College of New Jersey, werd ze beschreven als een visionair die een belangrijke rol speelde in het vergroten van het aantal vrouwelijke professoren aan de faculteit en het inschrijven van de "best voorbereide middelbare scholieren" in de staat. Ze heeft een grote bijdrage geleverd aan het verworden van het college tot een gerespecteerde instelling voor hoger onderwijs door uitvoerig te lobbyen voor overheidsfinanciering.
Hoover kreeg een van de eerste patenten voor computersoftware.  Ze werd verkozen als lid van de National Inventors Hall of Fame in 2008.  Ze ontving de alumni prestatie award van het Wellesley College.